# Гидроочистка
Гидроочистка — процесс химического превращения органических веществ нефтяных фракций под воздействием водорода при высоком давлении и температуре. Гидроочистка нефтяных фракций направлена на снижение содержания сернистых и азотистых соединений в товарных нефтепродуктах. Побочно происходит насыщение непредельных углеводородов, снижение содержания смол, кислородсодержащих соединений, а также гидрокрекинг углеводородов. Наиболее распространённый процесс нефтепереработки.
Гидроочистке подвергаются следующие фракции нефти:
1. бензиновые фракции (прямогонные и вторичных процессов переработки, например - каталитического крекинга);
2. керосиновые фракции;
3. дизельное топливо;
4. вакуумный газойль;
5. масляные фракции.

## Гидроочистка бензиновых фракций
Различают гидроочистку прямогонных бензиновых фракций и фракций бензина каталитического крекинга.
Гидроочистка бензина прямогонных бензиновых фракций. Направлен на получения гидроочищенных бензиновых фракций — сырья для риформинга.               
Процесс гидроочистки бензиновых фракций основан на реакциях гидрогенолиза и частичной деструкции молекул в среде водородсодержащего газа, в результате чего органические соединения серы, азота, кислорода, хлора, металлов, содержащиеся в сырье, превращаются в сероводород, аммиак, воду, хлороводород и соответствующие углеводороды
Качество топлива до и после гидроочистки:
| показатели                 | сырье | продукт |
| -------------------------- | ----- | ------- |
| Плотность кг/м3,           | 745   | 745     |
| Содержание серы %масс,     | 0,08  | 0       |
| Бромное число г Br2/100 г. | 0,48  | 0,02    |

Параметры процесса: Давление 1-3 МПа; Температура 370—380 °C; Содержание водорода в ВСГ — 75 %; Кратность циркуляции водорода 80-200 м³/м³; Катализатор — кобальт-молибденовый.
Типичный материальный баланс процесса:
| Продукция              | Выход % на сырье |
| ---------------------- | ---------------- |
| Взято всего:           | 100,15           |
| Фр. 85-180 °C          | 100              |
| ВСГ                    | 0,15             |
| Получено всего:        | 100,15           |
| Углеводородные газы    | 0,65             |
| Сероводород            | 0                |
| Гидроочищенная фракция | 99               |
| Потери                 | 0,5              |

Гидроочистка бензина каталитического крекинга. Процесс направлен на снижение серы и диеновых углеводородов в товарных бензинах.
| показатели               | сырье | продукт |
| ------------------------ | ----- | ------- |
| Плотность кг/м3,         | 759   | 751     |
| Содержание серы %масс,   | 0,28  | 0,1     |
| Йодное число г I2/100 г. | 52    | 41      |
| Октановое число м.м.     | 81    | 80,5    |

## Гидроочистка керосиновых фракций
Гидроочистка керосиновых фракций направлена на снижение содержания серы и смол в реактивном топливе. Сернистые соединения и смолы вызывают коррозию топливной аппаратуры летательных аппаратов и закоксовывают форсунки двигателей.
Качество топлива до и после гидроочистки:
| показатели                 | сырье | продукт |
| -------------------------- | ----- | ------- |
| Плотность кг/м3,           | 785   | 778     |
| Содержание серы %масс,     | 0,46  | 0,15    |
| Йодное число г I2/100 г.   | 2,2   | 0,5     |
| Температура вспышки, °С    | 30    | 30      |
| Температура застывания, °С | −62   | −64     |

Параметры процесса: Давление 1,5-2,2 МПа; Температура 300—400 °C; Содержание водорода в ВСГ — 75 %; Кратность циркуляции водорода 180—250 м³/м³; Катализатор — кобальт-молибденовый.
Типичный материальный баланс процесса:
| Продукция              | Выход % на сырье |
| ---------------------- | ---------------- |
| Взято всего:           | 100,25           |
| Фр. 140—240 °C         | 100              |
| ВСГ                    | 0,25             |
| Получено всего:        | 100,25           |
| Углеводордные газы     | 0,65             |
| Сероводород            | 0,2              |
| Бензиновый отгон       | 1,10             |
| Гидроочищенная фракция | 97,9             |
| Потери                 | 0,4              |

## Гидроочистка дизельного топлива
Гидроочистка дизельного топлива направлена на снижение содержания серы и полиароматических углеводородов. Сернистые соединения сгорая образуют сернистый газ, который с водой образует сернистую кислоту — основной источник кислотных дождей. Полиароматика снижает цетановое число.
Качество топлива до и после гидроочистки:
| показатели                 | сырье | продукт |
| -------------------------- | ----- | ------- |
| Плотность кг/м3,           | 850   | 845     |
| Содержание серы %масс,     | 1,32  | 0,2     |
| Йодное число г I2/100 г.   | 4,0   | 1,2     |
| Температура застывания, °С | −3    | −1      |
| Цетановое число            | 52    | 53      |

Параметры процесса: Давление 1,8-2 МПа; Температура 350—420 °C; Содержание водорода в ВСГ — 75 %; Кратность циркуляции водорода 180—300 м³/м³; Катализатор — никель-молибденовый.
Типичный материальный баланс процесса:
| Продукция               | Выход % на сырье |
| ----------------------- | ---------------- |
| Взято всего:            | 100,40           |
| Фр. 240—360 (180—360)°С | 100              |
| ВСГ                     | 0,40             |
| Получено всего:         | 100,40           |
| Углеводордные газы      | 0,6              |
| Сероводород             | 1,2              |
| Бензиновый отгон        | 1,30             |
| Гидроочищенная фракция  | 96,9             |
| Потери                  | 0,4              |

## Гидроочистка вакуумного газойля
Гидроочистка вакуумного газойля направлена на снижение содержания серы и полиароматических углеводородов. Гидроочищенный газойль является сырьем для каталитического крекинга. Сернистые соединения отравляют катализатор крекинга, а также ухудшают качество целевого продукта бензина каталитического крекинга (см. Гидроочистка бензиновых фракций).
Качество топлива до и после гидроочистки:
| показатели                 | сырье | продукт |
| -------------------------- | ----- | ------- |
| Плотность кг/м3,           | 920   | 885     |
| Содержание серы %масс,     | 1,6   | 0,2     |
| Бромное число г Br2/100 г. | 0,25  | 0,05    |
| Температура застывания, °С | 27    | 34      |

Параметры процесса: Давление 8-9 МПа; Температура 370—410 °C; Содержание водорода в ВСГ — 99 %; Кратность циркуляции водорода >500 м³/м³; Катализатор — никель-молибденовый.
Типичный материальный баланс процесса:
| Продукция              | Выход % на сырье |
| ---------------------- | ---------------- |
| Взято всего:           | 100,65           |
| Фр. 350—500 °C         | 100              |
| ВСГ                    | 0,65             |
| Получено всего:        | 100,65           |
| Углеводордные газы     | 1,5              |
| Сероводород            | 1,5              |
| Бензиновый отгон       | 1,30             |
| Гидроочищенная фракция | 86,75            |
| Дизельная фракция      | 9,20             |
| Потери                 | 0,4              |

## Гидроочистка нефтяных масел
Гидроочистка нефтяных масел — необходима для осветления масел и придания им химической стойкости, антикоррозийности, экологичности. Гидроочистка улучшает также индекс вязкости моторных масел. Во многом гидроочистка нефтяных масел аналогична гидроочистке вакуумных газойлей.